# Fascikulus

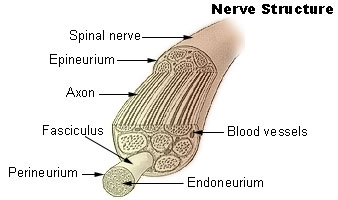
Struktura nervu

Fascikulus je malý svazek neuronových vláken obalený perineuruem. Menší nerv může být složen i jen z jediného fasciklu, velký nerv je složen z mnoha fasciklů spojených společnou membránou, které vytvářejí dohromady funiculus. V centrálním nervovém systému fascikulus souvisí s termínem dráha (tractus), avšak fascikulus je pojem anatomický, dráha funkční. V periferním nervovém systému fascikulus označuje svazek, do kterého vstupují nervová vlákna z jednoho či několika míšních kořenů a ze kterého se v dalším průběhu do periferie vydělí nerv.